# 634

634(육백삼십사)는 633보다 크고 635보다 작은 자연수다.

## 수학
- 합성수로, 그 약수는 1, 2, 317, 634다. 진약수의 합은 320이므로, 634는 부족수다.
  - 194번째 반소수다. 앞의 반소수는 633, 다음 반소수는 635다.
- {\displaystyle 634=3^{2}+25^{2}}
  - 서로 다른 두 자연수의 제곱합으로 나타낼 수 있는 수다.

## 과학·기술
- NGC 634(영어판): 삼각형자리 방향에 있는 나선은하.
- 634 우테(영어판): 소행성.
- 코스모스 634호(영어판): 소련의 인공위성.

## 교통

### 철도
- 서울 지하철 6호선 청구역의 역번호.

### 도로
- 국도 제634호선
  - 스페인 634번 국도(영어판, 스페인어판)
- 기타 도로
  - 634번 지방도: 충청남도 태안군 원북면에서 서산시 성연면까지 이어지는 대한민국의 지방도.
  - 현도 제634호선

## 군사
- U-634(영어판, 독일어판): 제2차 세계 대전에 사용된 나치 독일의 군용 잠수함.
- 피아트 634(영어판): 피아트의 군용 트럭.

## 문화유산
- 대한민국의 보물 제634호: 경주 황남동 상감 유리구슬

## 기타
- 연도: 634년, 기원전 634년
- 일본의 인명 및 지명 ‘무사시(武藏)’의 숫자 고로아와세.